# Hay futuro, si hay verdad
Hay futuro, si hay verdad es el informe final de la Comisión para el Esclarecimiento de la Verdad de Colombia, presentado el 28 de junio de 2022. La Comisión de la Verdad, una entidad creada en los Acuerdo de Paz, investigó desde 2018 los hechos que llevaron a casi seis décadas de conflicto armado interno en Colombia.

## Desarrollo
El conflicto armado interno de Colombia es una guerra asimétrica de baja intensidad que se desarrolla en Colombia desde los año 1960, y que se extiende hasta la actualidad. En 2016, los Acuerdos de Paz entre el Gobierno colombiano y las FARC-EP, crearon esa comisión para esclarecer las violaciones a los derechos humanos cometidas durante el conflicto armado, así como también las causas y consecuencias del conflicto.
La Comisión de la Verdad inicio sus labores en 2018. El informe de la comisión, que estaba estimado a presentarse en un periodo de 3 años y fue retrasado por la pandemia de COVID-19, fue presentado el 28 de junio de 2022.

## Contenido del informe
El documento consta de diez apartados o capítulos que retoman aspectos relevantes para reconstruir la lógica del conflicto en Colombia. El capítulo sobre afectaciones y violencia sexual hacia mujeres y población LGBTI, así como el dedicado a los colombianos que debieron exiliarse a causa del conflicto, son inéditos con respecto a otras comisiones de la Verdad en el mundo. Los contenidos son los siguientes:
1. Narrativa Histórica: "Cuando los pájaros no cantaban"
2. Violaciones a los DDHH y al DIH
3. Mujeres y población LGBTQ+
4. Étnico
5. Niños, niñas, adolescentes: No es un mal menor.
6. Impactos, afrontamientos y resistencias
7. Exilio: La Colombia fuera de Colombia
8. Testimonial: CONVOCATORIA A LA PAZ GRANDE
9. Territorial
10. Síntesis, hallazgos, conclusiones y recomendaciones para la no repetición: HALLAZGOS Y RECOMENDACIONES

## Actividades de difusión del informe

##### 28 de junio
- Medellín: Teatro Comfama San Ignacio
- Apartadó – Universidad de Antioquia
- Pereira – Teatro Comfamiliar Sincelejo
- Valledupar – Universidad Popular del Cesar
- Neiva – Plazoleta de la Gobernación del Huila
- Tunja – Auditorio Eduardo Caballero
- Ibagué – Plaza Murillo Toro
- Barrancabermeja – Universidad Cooperativa de Colombia (UCC)
- Aguachica – Centro Unidad de Víctimas
- La Dorada – Centro de Convivencia
- La Dorada
- Arauca
- Cúcuta
- Villavicencio – Biblioteca Germán Arciniegas Putumayo
- Bogotá – Parque de la Independencia
- Leticia
- Mitú
- Guainía
- Vichada

##### 29 de junio
- Pasto – Plaza Rumipambra
- Popayán – Casa de la Cultura 30 de junio
- Cali – Bulevar del Río

##### 2 de julio
- Ibagué – Plaza Murillo Toro